# Giulino
Giulino, més conegut com a Giulino di Mezzegra, (en llombard occidental Giülén) és una fracció del municipi de Tremezzina, a la província de Como, regió de Llombardia, Itàlia, amb 50 habitants.
El poble ha passat a la història perquè hauria sigut, segons la versió oficial, el lloc on Benito Mussolini i la seva amant, Claretta Petacci, haurien sigut executats el 28 d'abril de 1945. L'execució l'haurien dut a terme combatents de la resistència local (partigiani), que havien capturat el dictador a la localitat de Dongo.

## Una lloc d'execució amb misteris

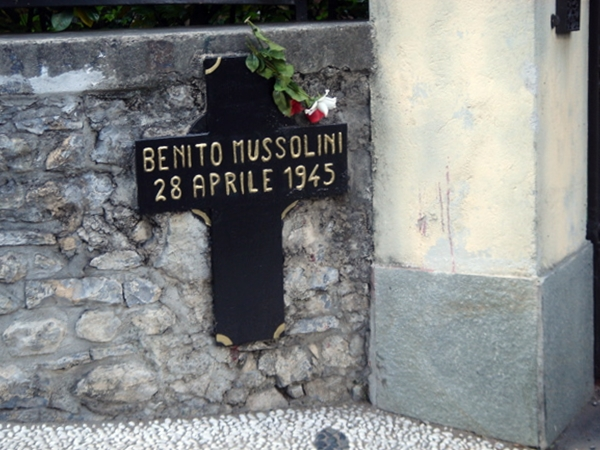
Creu que assenyala l'indret on hauria mort Mussolini

Les circumstàncies de la mort de Mussolini queden misterioses. Uns historiadors van desvelar inconsistència en la versió oficial dels esdeveniments: a Giulino no s'han trobat vestigis dels tirs a la paret, ni traces de sang i tots els testimonis dels fets van desaparèixer o i una altra que no va parlar sota amenaces finalment va testimoniejar anys després. Segons l'historiador Franco Bandini, Mussolini i la seva amistançada haurien sigut executades al poble de Bonzanigo, un altre nucli del municipi de Tremezzina, per Luigi Longo, secretari general del Partit Comunista. Una tercera hipòtesi, desenvolupat per l'historiador Pierre Milza suposa una implicació dels serveis secrets britànics. L'execució a Giulina hauria sigut un xou per a satisfer Walter Audisio, un cap dels partigiani prominent, que volia per a si mateix l'honor d'haver executat el dictador.